# Hölick

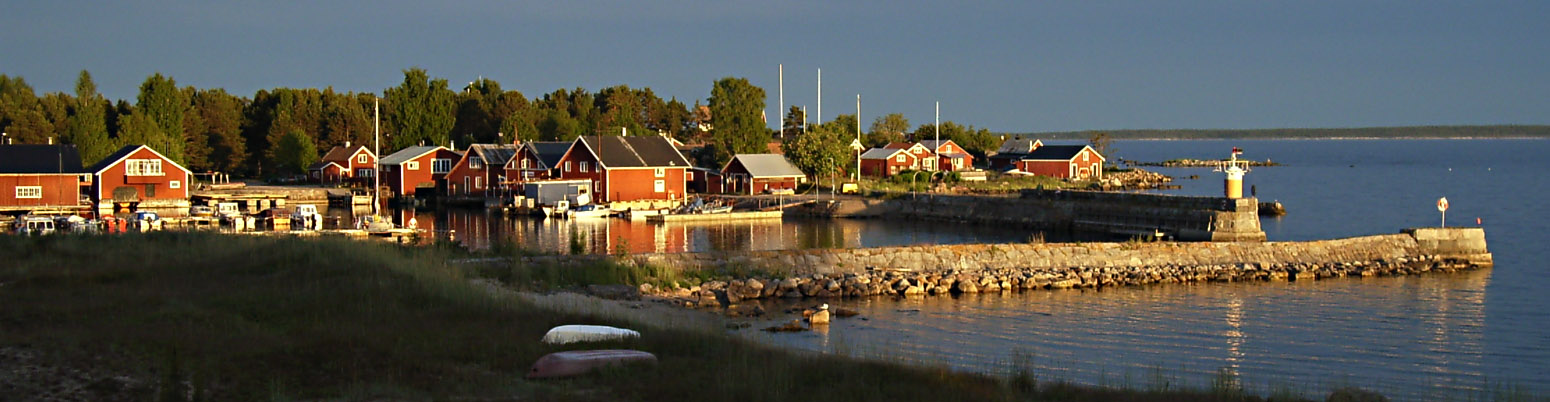
Hölicks hamn.

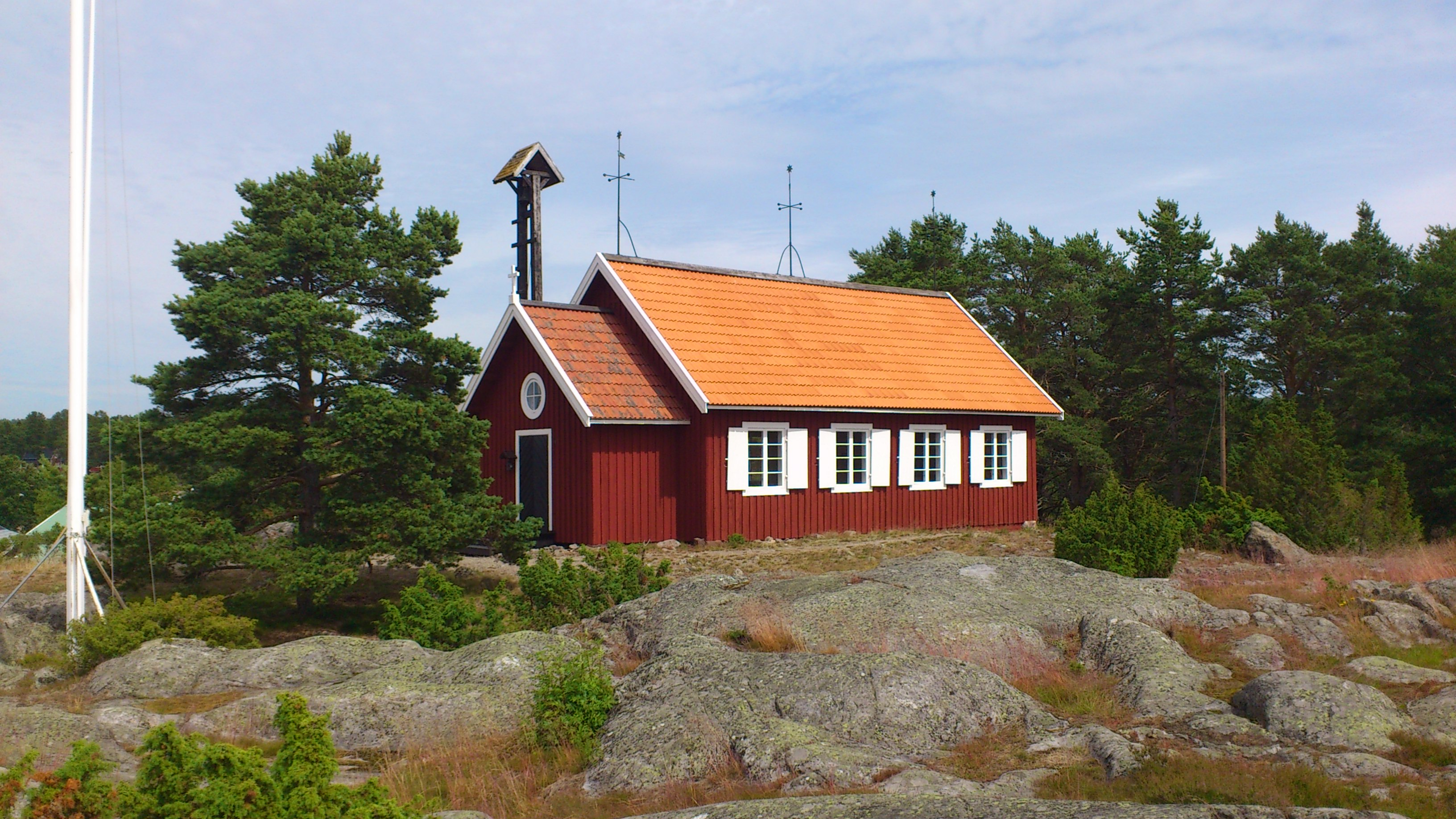
Hölicks kapell

Hölick är ett fiskeläge i Hudiksvalls kommun, Hälsingland, som är beläget på Hornslandets sydostspets, och var tidigare lotsstation (en roll som mot slutet av 1900-talet övertogs av Ljusne). Fiskeläget består av en gästhamn, en större campingplats, sommar- och ett fåtal permanentbostäder, ett lotstorn, en mindre fyr och det vackert belägna Hölicks kapell där gudstjänster och förrättningar hålls sommartid.
I nära anslutning till fiskeläget finns ett flertal stora sandstränder i olika väderstreck. Hölick är därför ett populärt lokalt utflyktsmål på sommaren. 
I anslutning till ett lokalt motionsspår ligger också Hölickgrottorna, Sveriges åttonde längsta grotta och en av norra Europas längsta urbergsgrottor (1 095 m lång).
Här återfinns också Hölicks naturreservat